# ラリー・リンドウォール
ラリー・リンドウォール（Larry Lindwall、1966年 - ）は、スウェーデンの男性キックボクサー。身長185cm、体重96kg。マルモムエタイジム所属。
地元ではカリスマ的人気を誇るキックボクサーであり、「北欧のロブ・カーマン」の異名を持つ。過去に2度出場したK-1スカンジナビア予選トーナメントでは、全試合KOで2連覇を果たした。ファイトスタイルは対角線コンビネーションと首相撲を中心とした攻撃で、徐々に敵にダメージを与えつつ、隙を見つけてはハイキックを狙うという試合巧者であった。本選出場のチャンスを掴んでいながらも、年齢のためか怪我などをしてしまうことが多かった。2006年5月20日、K-1スカンジナビア大会にて引退した。

## 人物
- 人間的にも非常に素晴らしい人と言われており、マイケル・マクドナルド戦において、引き分けであったためトロフィーを受け取ることになったが、「本当の勝者は彼（マクドナルド）だよ。」と言い、持っていたトロフィーをマクドナルドに渡したと言うエピソードを持つ。

## 来歴
2001年6月9日、K-1スカンジナビア大会のトーナメントを全試合KOで優勝。
2003年3月15日、K-1スカンジナビア大会のトーナメントを全試合KOで優勝。
2003年5月30日、K-1スイス大会のトーナメントに出場。1回戦でアゼム・マクスタイに判定勝ちするも、怪我により準決勝を辞退した。
2004年2月14日、K-1スカンジナビア大会にてマイケル・マクドナルドと対戦し、引き分け。
2006年5月20日、K-1スカンジナビア大会にてアゼム・マクスタイと対戦、1Rにダウンを奪うも、2Rにアゼムのフックをもらい、失神KO負け。病院送りにされ、そのまま引退となってしまった。

## 戦績
| 勝敗 | 対戦相手               | 試合結果       | 大会名                                                  | 開催年月日    |
| ×    | アゼム・マクスタイ     | 2R 1:51 KO     | K-1 Scandinavia Grand Prix 2006 in Stockholm            | 2006年5月20日 |
| △    | マイケル・マクドナルド | 3R終了 ドロー  | K-1 Scandinavia Grand Prix 2004 in Stockholm            | 2004年2月14日 |
| ○    | アゼム・マクスタイ     | 3R終了 判定3-0 | K-1 World Grand Prix 2003 in Basel【1回戦】             | 2003年5月30日 |
| ○    | ロブ・ハネマン         | 2R KO          | K-1 Scandinavia Grand Prix 2003 in Stockholm【決勝】    | 2003年3月15日 |
| ○    | ヴィサム・フェイリー   | 1R TKO         | K-1 Scandinavia Grand Prix 2003 in Stockholm【準決勝】  | 2003年3月15日 |
| ○    | トーマス・ロスボル     | 1R TKO         | K-1 Scandinavia Grand Prix 2003 in Stockholm【1回戦】   | 2003年3月15日 |
| ○    | アントニー・ハードンク | 2R 2:56 TKO    | K-1 Scandinavia Grand Prix 2001 in Kopenhagen【決勝】   | 2001年6月9日  |
| ○    | レネ・バレンタイン     | 1R 2:25 KO     | K-1 Scandinavia Grand Prix 2001 in Kopenhagen【準決勝】 | 2001年6月9日  |
| ○    | ミッケル・ガルドベーク | 1R 2:34 TKO    | K-1 Scandinavia Grand Prix 2001 in Kopenhagen【1回戦】  | 2001年6月9日  |

## 主な獲得タイトル
- K-1 GRAND PRIX 2001 スカンジナビア予選優勝
- K-1 GRAND PRIX 2003 スカンジナビア予選優勝